# Sebastiania fasciculata
Sebastiania fasciculata là một loài thực vật thuộc họ Euphorbiaceae. Đây là loài đặc hữu của Jamaica.